# James Tobin
James Tobin (Champaign, 5 de marzo de 1918-New Haven, Connecticut; 11 de marzo de 2002) fue un economista keynesiano estadounidense.
Fue premiado con el Premio del Banco de Suecia en Ciencias Económicas en memoria de Alfred Nobel, miembro del Consejo de Asesores Económicos de la Presidencia de los Estados Unidos y de la Junta de gobierno del Sistema de Reserva Federal, profesor en las universidades de Harvard y Yale.
Creía que los gobiernos debían intervenir en la economía con el fin de estabilizar la producción total y evitar las recesiones. Su trabajo académico incluía contribuciones pioneras al estudio de las inversiones, la política monetaria y fiscal y los mercados financieros. Incluso propuso un modelo econométrico para variables endógenas censuradas, el modelo Tobin.
Fuera del mundo académico se le conoce por su sugerencia de gravar los flujos de capitales, propuesta actualmente conocida como Tasa Tobin, que se ha convertido en uno de los caballos de batalla del altermundismo, si bien el propio Tobin creía que se estaba abusando de su nombre y su idea.

## Biografía

### Primeros años
Nació el 5 de marzo de 1918 en Champaign, Illinois. Sus padres fueron Louis Michael Tobin, un periodista que trabajaba en la Universidad de Illinois en Urbana-Champaign, y Margaret Edgerton Tobin, una trabajadora social. Cursó sus estudios de primaria en el University Laboratory High School of Urbana, Illinois, un colegio dentro del campus de la universidad.
En 1935, siguiendo el consejo de su padre, Tobin realizó los exámenes de ingreso en la Universidad Harvard. A pesar de no prepararse de manera especial para los exámenes, los aprobó y fue admitido con una beca nacional de la Universidad. Mientras cursaba sus estudios leyó por primera vez la Teoría general del empleo, el interés y el dinero de Keynes, publicada en 1936. Se graduó como summa cum laude en 1939 con una tesis enfocada en un análisis crítico del mecanismo de Keynes 'for introducing equilibrium "involuntary" unemployment'. Su primer artículo publicado (en 1941) estaba basado en esta tesis.
Tobin inmediatamente cursó estudios avanzados, también en Harvard, y obtuvo su M.A. en 1940. Entre sus profesores constaban Joseph Schumpeter, Alvin Hansen, Gottfried Haberler y Wassily Leontief; mientras que entre sus compañeros se hallaban Paul Samuelson, Lloyd Metzler, John Kenneth Galbraith, Abram Bergson, Richard Musgrave y Richard Goodwin.
En 1941 interrumpió sus estudios avanzados para trabajar para el gobierno estadounidense, y al año siguiente, después de que los Estados Unidos entraran en la Segunda Guerra Mundial, se alistó en la Marina de los Estados Unidos (1942-1946), interviniendo en el Océano Atlántico y en el Mediterráneo, como oficial a bordo de un destructor. Tras finalizar la guerra regresó a Harvard para continuar con sus estudios, recibiendo su Ph.D. en 1947 con una tesis sobre la función de consumo. En 1947 fue elegido Junior Fellow en la Society of Fellows de Harvard, lo que le permitió tener del tiempo y los recursos suficientes para dedicar los siguientes tres años al estudio y la investigación.

### Carrera como asesor e investigador
En 1950 Tobin ingresó a la Universidad de Yale, donde transcurrió el resto de su carrera como profesor de economía. Se unió a la Fundación Cowles, que se movió a Yale en 1955, y fue su presidente entre 1955 y 1961 y entre 1964 y 1965. Su mayor interés investigador era proveer de microfundamentos al keynesianismo, con un enfoque especial en la economía monetaria. En 1957 ocupó la cátedra Sterling.
Fuera de la cátedra, Tobin tuvo una activa vida pública, escribiendo sobre asuntos económicos contemporáneos y sirviendo como experto económico y consultor de políticas económicas. Durante el período de 1961-1962 fue asesor del presidente John F. Kennedy, y en colaboración con Arthur Okun, Robert Solow y Kenneth Arrow, ayudó a diseñar la política económica keynesiana implementada por la administración Kennedy. 
Fue también asesor de la Reserva Federal y de la Fundación Ford (1961). En 1971 fue elegido presidente de la Asociación Económica Americana, y desde 1972 fue miembro de la Academia Nacional de Ciencias. Recibió títulos honoríficos de universidades como Syracusa, Illinois y Darmouth. Fue laureado con el Premio del Banco de Suecia en Ciencias Económicas en memoria de Alfred Nobel en 1981. En 1988 Tobin se retiró de manera formal de Yale, pero continuó dando discursos como profesor emérito y también continuó escribiendo.

## Publicaciones
- Tobin, James (1941). «A note on the money wage problem». Quarterly Journal of Economics 55: 508-516.
- Tobin, James (1955). «A Dynamic Aggregative Model». Journal of Political Economy. 63.2: 103-115.
- Tobin, James (1958). «Liquidity Preference as Behavior Towards Risk». Review of Economic Studies. 25.1: 65-86.
- Tobin, James (1969). «A General Equilibrium Approach to Monetary Theory». Journal of Money, Credit, and Banking. 1.1: 15-29.
- Tobin, James and William C. Brainard (1977). "Asset Markets and the Cost of Capital". In Richard Nelson and Bela Balassa, eds., Economic Progress: Private Values and Public Policy (Essays in Honor of William Fellner), Amsterdam: North-Holland, 235-62.